# Oreophryne roedeli
Oreophryne roedeli es una especie de anfibio anuro de la familia Microhylidae.

## Distribución geográfica
Esta especie es endémica del oeste de Nueva Guinea en Indonesia. Se encuentra a unos 500 m de altitud en las montañas de Fakfak.

## Descripción
Los machos miden de 23.9 a 24.1 mm.

## Etimología
Esta especie lleva el nombre en honor a Mark-Oliver Rödel. 

## Publicación original
- Günther, 2015 : Two new Oreophryne species from the Fakfak Mountains, West Papua Province of Indonesia (Anura, Microhylidae). Vertebrate Zoology, vol. 65; n.º 3, p. 357–370.[2]